# Milk and Honey (альбом)
Milk and Honey — шостий і останній альбом Джона Леннона та Йоко Оно, випущений у січні 1984 року, через три роки після вбивства Леннона. Це восьмий і останній альбом Леннона і перший посмертний реліз нової музики Леннона, записаний в останні місяці його життя під час і після сесій для альбому Double Fantasy 1980 року. Він був зведений Йоко Оно у співпраці з Geffen Records.

## Передумови
Milk and Honey був запланованим продовженням Double Fantasy, але вбивство Леннона змусило тимчасово відкласти роботу над проєктом. Оно знадобилося три роки, щоб відновити роботу над його завершенням. Матеріал Оно здебільшого складається з нових записів, які вона зробила під час підготовки альбому в 1983 році, що надає її пісням більш комерційного та сучасного звучання. І навпаки, матеріал Леннона, будучи чорновими та репетиційними записами, має більш невимушене відчуття.

## Музика і тексти
«Nobody Told Me», пісня, яку Леннон призначав для альбому Рінго Старра Stop and Smell the Roses 1981 року, була випущена як сингл і стала світовим топ-10 хітом. Іншими синглами з альбому були «I'm Stepping Out» та «Borrowed Time». Пісні «Let Me Count the Ways» і «Grow Old with Me» були написані Ленноном і Оно один для одного, надихаючись віршами Елізабет Баррет Браунінг і Роберт Браунінга. Вони представлені в демо-версії.
Критик Ultimate Classic Rock Нік ДеРізо назвав «I Don't Want to Face It» найбільш недооціненою піснею на Milk and Honey, описавши її як «складну, як Леннон, жорстоко відверту і начебто відкинуту».

## Назва
Назву альбому придумала Оно, яка пояснила, що вона відсилає до їхньої подорожі до США, «країни молока і меду». «Але також у Святому Письмі земля молока і меду — це місце, куди ти потрапляєш після смерті, як до землі обітованої», — говорила Оно. «Тому дуже дивно, що я подумала про цю назву. Майже страшно — ніби хтось згори сказав мені назвати наступний альбом Milk and Honey». Обкладинка є альтернативним знімком з тієї ж фотосесії, що і обкладинка Double Fantasy, хоча ця фотографія з'явилася в кольорі.

## Реліз
Після сварки з Девідом Геффеном, чий лейбл Geffen Records спочатку випустив Double Fantasy, Оно перевела свої майбутні проєкти на Polydor Records, який спочатку і випустив Milk and Honey. EMI, що є домівкою для всіх записів Леннона, в тому числі і з The Beatles, придбали цей та всі інші релізи Леннона наприкінці 1990-х років. Milk and Honey не мав такого комерційного успіху, як Double Fantasy після смерті Леннона, але все одно був добре прийнятий, досягнувши 3-го місця у Великій Британії та 11-го у США, де став золотим. Джек Дуглас, який був співпродюсером Double Fantasy разом з Ленноном та Оно, також брав участь у початкових сесіях роботи над Milk and Honey, хоча Оно відмовилася вказувати його після того, як їхні професійні стосунки зіпсувалися після смерті Леннона.
У 2001 році Оно керувала ремастерингом Milk and Honey для його перевидання на компакт-диску, додавши три бонус-треки і 22-хвилинний уривок з останнього інтерв'ю Леннона, яке він дав пізно ввечері 8 грудня 1980 року, за 5 годин до своєї смерті.
До бонус-треків увійшли домашні демозаписи «I'm Stepping Out» та «I'm Moving On» (з Double Fantasy), а також версія «Every Man Has a Woman Who Loves Him» з вокалом лише Леннона, яку планувалося включити до триб'ют-альбому Оно Every Man Has a Woman (вийшов у 1984 році).

## Трек-лист
Сторона 1
1. «I'm Stepping Out» (Леннон) — 4:06
2. «Sleepless Night» (Оно) — 2:34
3. «I Don't Wanna Face It» (Леннон) — 3:22
4. «Don't Be Scared» (Оно) — 2:45
5. «Nobody Told Me» (Леннон) — 3:34
6. «O' Sanity» (Оно) — 1:05

Side two
1. «Borrowed Time» (Леннон) — 4:29
2. «Your Hands» (Оно) — 3:04
3. «(Forgive Me) My Little Flower Princess» (Леннон) — 2:28
4. «Let Me Count the Ways» (Оно) — 2:17
5. «Grow Old with Me» (Леннон) — 3:07
6. «You're the One» (Оно) — 3:56

Бонус-треки перевидання 2001 року
1. «Every Man Has a Woman Who Loves Him» — 3:19
2. «I'm Stepping Out (home version)» — 2:57
3. «I'm Moving On (home version)» — 1:20
4. «John and Yoko interview by Dave Sholin and Laurie Kaye, 8 December 1980» — 21:55

## Персоналії
- Джон Леннон — гітара, клавішні, вокали, піаніно на «Grow Old with Me»
- Йоко Оно — вокали, піаніно на «Let Me Count the Ways»
- Кріс Моусон — гітара
- Ерл Слік — гітара
- Елліот Рендалл — гітара
- Стів Лав — гітара
- Г'ю Маккрекен — гітара
- Ніл Джейсон — бас
- Тоні Левін — бас
- Вейн Педзівіятр — бас
- Говард Джонсон — баритон-саксофон
- Ґордон Ґроді — бек-вокал
- Біллі Алессі — бек-вокал
- Боббі Алессі — бек-вокал
- Пітер Каннароцці — синтезатор
- Пол Ґріффін — піаніно
- Джордж Смолл — піаніно
- Ед Волш — клавішні
- Пітер Том — бек-вокал
- Курт Ягджаян — бек-вокал
- Карлос Аломар — бек-вокал
- Енді Ньюмарк — барабани
- Аллан Шварцберг — барабани
- Йоґі Хортон — барабани
- Артур Дженкінс — перкусія
- Джиммі Мейлен — перкусія